# Jessica Dawley
Jessica Lea Dawley (* 2. Februar 1983 in Louisville, Kentucky) ist eine professionelle US-amerikanische Pokerspielerin. Sie gewann 2018 bei der World Series of Poker die Frauen-Weltmeisterschaft.

## Persönliches
Dawley stammt aus Palmyra im US-Bundesstaat Indiana. Nach ihrem Abschluss der Highschool folgte sie dem Beispiel ihres zehn Jahre älteren Bruders Lieutenant Colonel Shawn Dawley und schloss sich im April 2001 der Air National Guard der United States Air Force an, der sie bis 2007 angehörte. Nach den Terroranschlägen am 11. September 2001 wurde Jessica Dawley in die Vereinigten Arabischen Emirate geschickt. Später studierte sie Marketing und Management an der University of Louisville in Kentucky. Dawley wohnte von 2008 bis 2010 in Las Vegas und lebt seitdem in Hollywood, Florida.

## Pokerkarriere
Dawley lernte im Alter von sieben Jahren das Pokerspiel von ihrem Onkel. Sie gehörte unter dem Nickname Jessica888 dem Team der Onlinepoker-Plattform 888poker an.
Ihre erste Geldplatzierung bei einem Live-Turnier erzielte die Amerikanerin Anfang April 2007 in Elizabeth im US-Bundesstaat Indiana. und spielt seit 2008 professionell. Anfang Juni 2008 war Dawley erstmals bei der World Series of Poker (WSOP) im Rio All-Suite Hotel and Casino am Las Vegas Strip erfolgreich und kam bei einem Turnier der Variante No Limit Hold’em in die Geldränge. Ende Januar 2010 belegte sie beim Main Event der Aussie Millions Poker Championship in Melbourne den 17. Platz und erhielt ein Preisgeld von 75.000 Australischen Dollar. Im September 2015 wurde die Amerikanerin bei einem Turnier im Borgata Hotel Casino & Spa in Atlantic City Fünfte für knapp 100.000 US-Dollar. Zwei Monate später erreichte sie bei einem Event der Rock ’N’ Roll Poker Open in Hollywood, Florida, ebenfalls den Finaltisch und belegte den sechsten Platz, der ihr ein Preisgeld von rund 110.000 US-Dollar einbrachte. Bei der WSOP 2018 gewann Dawley die Ladies Championship und sicherte sich damit neben dem Titel als Pokerweltmeisterin ein Bracelet sowie eine Siegprämie von mehr als 130.000 US-Dollar. Mitte August 2019 setzte sie sich bei einem Turnier der Seminole Hard Rock Poker Open in Hollywood durch und erhielt ihr bisher höchstes Preisgeld von mehr als 200.000 US-Dollar. Seitdem blieben größere Turniererfolge aus. Ihre bis dato letzte Live-Geldplatzierung erzielte Dawley im Juni 2021.
Insgesamt hat sich Dawley mit Poker bei Live-Turnieren mehr als eine Million US-Dollar erspielt.